# Chrzęsne (przystanek kolejowy)

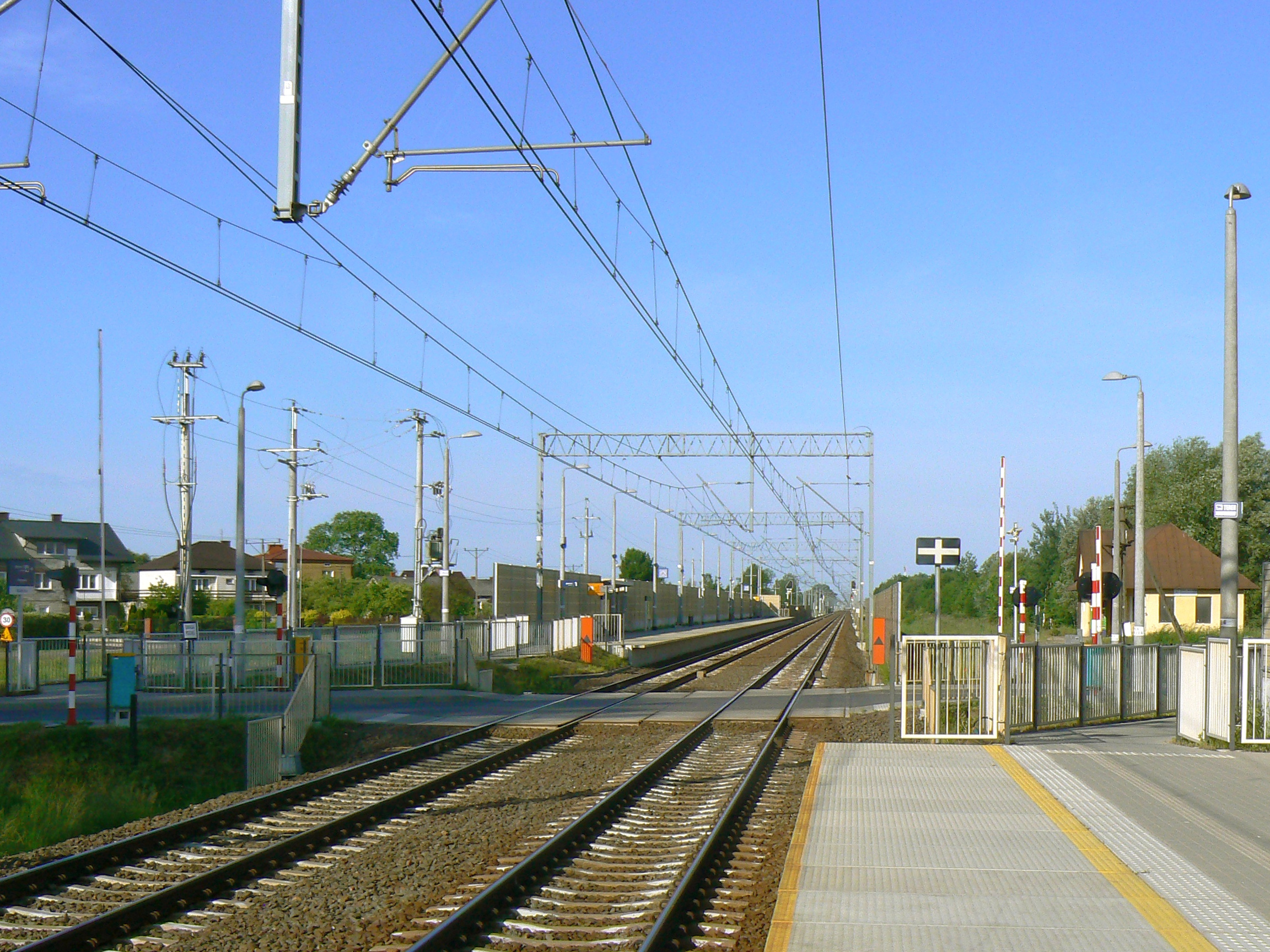
Widok z peronu 2 na przejazd kolejowo-drogowy i peron 1

Chrzęsne – przystanek osobowy Polskich Kolei Państwowych obsługiwany przez Koleje Mazowieckie. Położony jest na styku ulic Przystankowej i Wincentyny Karskiej we wsi Chrzęsne w województwie mazowieckim, w Polsce.

## Ruch pasażerski[2]
| Rok  | Wymiana pasażerska na dobę |
| ---- | -------------------------- |
| 2017 | 500-699                    |
| 2018 | 500-699                    |
| 2019 | 1000-1500                  |
| 2020 | 700-999                    |
| 2021 | 700-999                    |
| 2022 | 700-999                    |
| 2023 | 700-999                    |

Zatrzymują się tu pociągi podmiejskie Kolei Mazowieckich, rozpoczynające bieg na dworcu Warszawa Wileńska, w Małkini lub w Łochowie, przejeżdżające linią kolejową nr 6 Zielonka – Kuźnica Białostocka.
W latach 2014–2016 przystanek został całkowicie przebudowany w ramach projektu Rail Baltica.

## Opis przystanku

### Perony
Przystanek składa się z dwóch peronów bocznych (po jednej stronie każdego krawędź peronowa), oddzielonych przejazdem kolejowo-drogowym
Dojścia do peronów umożliwiają dostęp dla wózków inwalidzkich. Obok wejścia na peron 2 znajduje się parking dla rowerów.

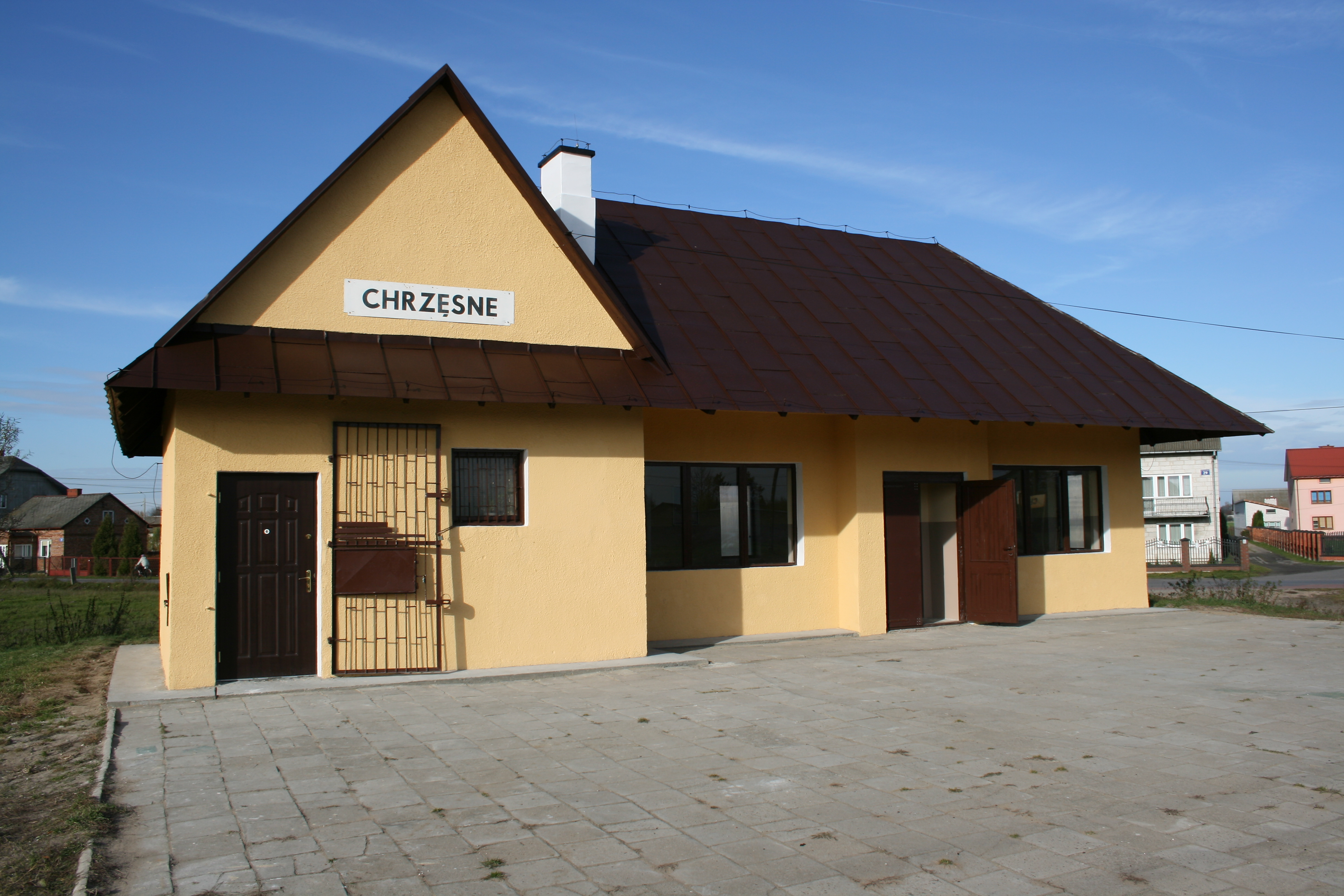
Poczekalnia wraz z kasami (2008)

### Budynek przystanku
Budynek przystanku znajduje się w pobliżu przejazdu, po zachodniej stronie ulicy Przystankowej.
Budynek murowany, parterowy. W jednej jego części znajduje się poczekalnia, a w drugiej stanowisko kasowe i zaplecze.
Wyposażenie:
- Kasa biletowa.
- Poczekalnia, otwarta w godzinach pracy kasy biletowej.
- Automat biletowy Kolei Mazowieckich na zewnątrz budynku (płatność kartą / gotówką)

Na przełomie stycznia i lutego 2019 PKP podpisały z konsorcjum firm Helifactor i MERX umowę na budowę tzw. innowacyjnego dworca systemowego w formie klimatyzowanej poczekalni wraz pomieszczenia kas biletowych i przestrzenią dla punktów handlowo-usługowych, został on oddany do użytku 16 stycznia 2023.

### Przejazd kolejowo-drogowy
Pomiędzy peronami znajduje się przejazd kolejowo-drogowy kategorii B. Ruch drogowy jest kierowany przy pomocy samoczynnych systemów przejazdowych, wyposażonych w sygnalizację świetlną, dźwiękową i rogatki zamykające ruch drogowy w kierunku zarówno wjazdu jak i zjazdu. Przejazd znajduje się na granicy ulic Przystankowej i Wincentyny Karskiej. Po obu stronach przejazdu znajdują się chodniki dla pieszych. Przejazd wyposażony jest w kamery monitoringu.